# Brno II
Brno II bylo označení druhého městského obvodu v Brně v letech 1947–1990. Rozsah a vymezení obvodu se během správních reforem několikrát změnily.
- Brno II (1947–1949), jeden z 10 městských obvodů v období od 1. ledna 1947 do 30. září 1949. Zahrnoval katastrální území Bohunice, Kohoutovice, Lískovec, Nové Sady, Staré Brno a Vídeňka.
- Brno II (1949–1960)
  - Brno II (1949–1954), jeden ze 13 městských obvodů v období od 1. října 1949 do 30. dubna 1954. Zahrnoval většinu k. ú. Křížová, asi polovinu k. ú Špilberk, asi polovinu k. ú Velká Nová Ulice a Červená a malou část k. ú. Žabovřesky.
  - Brno II (1954–1957), jeden z 12 městských obvodů v období od 1. května 1954 do 30. května 1957. Zahrnoval většinu k. ú. Křížová, asi polovinu k. ú. Špilberk, asi polovinu k. ú. Velká Nová Ulice a Červená a malou část k. ú. Žabovřesky.
  - Brno II (1957–1960), jeden ze 13 městských obvodů v období od 1. června 1957 do 30. června 1960. Zahrnoval většinu k. ú. Křížová, asi polovinu k. ú. Špilberk, asi polovinu k. ú. Velká Nová Ulice a Červená a malou část k. ú. Žabovřesky.
- Brno II (1960–1964), jeden z 6 číslovaných městských obvodů (dalších 7 městských částí nemělo čísla) v období od 1. července 1960 do 13. června 1964. Zahrnoval části k. ú. Jundrov, Komín, Křížová, Špilberk, Velká Nová Ulice a Červená a Žabovřesky.
- Brno II (1976–1990), jeden z 5 městských obvodů řízených obvodními národními výbory v období od 1. srpna 1976 do 23. listopadu 1990. Zahrnoval Bystrc, Jundrov, Kníničky, Komín, Stránice, Veveří, Žabovřesky, Brno-ŽebětínŽebětín.

## Související článek
- Členění Brna